# Misión gregoriana

Mapa general de los pueblos anglosajones en torno al año 600.

La misión gregoriana, conocida en ocasiones como la misión agustina, fue el esfuerzo misionero enviado por el papa Gregorio Magno a los anglosajones en 596. Liderados por Agustín de Canterbury, su objetivo era convertir a los anglosajones a la Iglesia católica. Para cuando el último misionero falleció en 653, habían conseguido establecer la Iglesia católica en el sur de Gran Bretaña. Junto a los misioneros irlandeses y francos, convirtieron las islas británicas a la Iglesia católica, preparando el terreno para las misiones irlandesas y escocesas al continente de los siglos posteriores.
Después de que el Imperio romano retirara a sus legiones de la provincia de Britania en el año 410, la isla fue invadida y colonizada por tribus paganas de origen germánico. A finales del siglo VI, el papa Gregorio envió un grupo de misioneros a Kent con la misión de convertir al rey Ethelberto, cuya esposa, Berta, era una princesa franca ya convertida al catolicismo. Además del propósito cristianizador, Gregorio esperaba, posiblemente, ampliar el área de influencia del papado. Agustín era el prior del monasterio de Gregorio en Roma y el papa trató de allanar el camino para los misioneros con la ayuda de los gobernantes francos de los territorios por los que transitaría la misión.

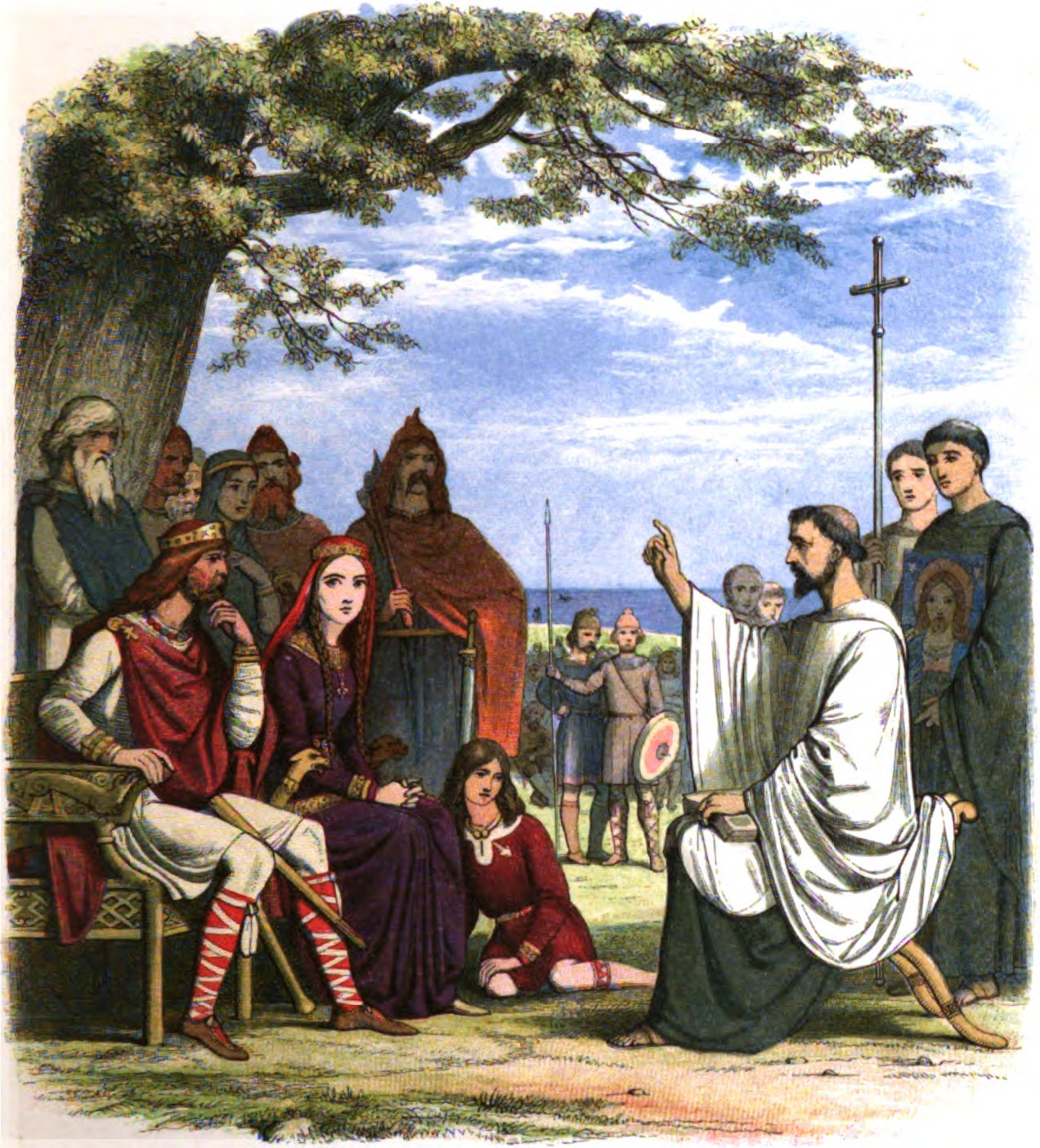
Agustín predicando ante el rey Ethelberto. James William Edmund Doyle (1864).

En 597, los cuarenta misioneros llegaron a Kent, donde fueron autorizados por Ethelberto a predicar libremente en la capital de su reino, Canterbury. Los misioneros escribieron a Gregorio informándole del éxito de la misión y de las conversiones que habían logrado realizar. En 601, una nueva misión partió hacia Kent, llevando libros y otros objetos necesarios para una nueva fundación. La fecha exacta de conversión de Ethelberto es desconocida, pero se sabe que ocurrió antes del 601. Gregorio designó a Agustín Arzobispo Metropolitano del sur de las islas británicas, concediéndole autoridad sobre todo el clero británico nativo, pero Agustín no consiguió llegar a acuerdos con los obispos locales.
Hasta la muerte de Ethelberto en 616 se habían establecido nuevas diócesis en el territorio británico, pero a partir de esa fecha tiene lugar un resurgimiento del paganismo, quedando abandonada la sede episcopal de Londres. La hija de Ethelbert, Etelburga de Kent, se casó con Edwin, rey de Northumbria, y en 627 Paulino de York, que la había acompañado al norte, había convertido a Edwin y varios de sus seguidores. A la muerte de Edwin, en torno a 633, su viuda y Paulina tuvieron que huir a Kent. Aunque los misioneros no consiguieron mantenerse en todos los lugares donde habían evangelizado, a la muerte del último de ellos en 653, el cristianismo había arraigado firmemente en Kent y sus alrededores, implantando los ritos romanos en el catolicismo británico.

## Precedentes

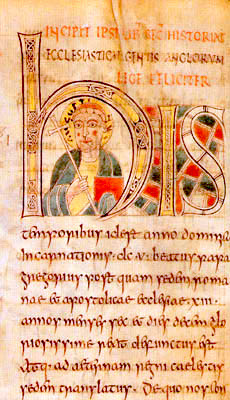
Ilustración con el nombre de «Augustinus» del manuscrito del siglo VIII conocido como "Beda de San Petersburgo" y escrito por Beda, aunque quizá represente a Gregorio el Grande. La idea de que representa a Gregorio parte de un artículo de Douglas Dales.

La provincia romana de Britania se había convertido al cristianismo en torno al siglo IV e incluso habían dado lugar a una herejía en la persona de Pelagio. Gran Bretaña envió a tres obispos al Sínodo de Arlés en 314 y un obispo galo visitó la isla en 396 para participar en asuntos disciplinarios. Se conservan restos materiales, como objetos grabados con símbolos cristianos y recipientes de plomo usados para bautismo, testificando una cada vez mayor presencia cristiana, al menos hasta el año 360.
Tras la retirada de las legiones romanas en el año 410, los nativos fueron abandonados a su suerte frente a los ataques germánicos de los anglos, sajones y jutos. Los invasores, denominados en conjunto anglosajones, ocuparon el sur de la isla tras la partida de las legiones, pero Gran Bretaña Occidental, lejos del alcance de los reyes anglosajones, continuó siendo cristiana. Su aislamiento del mundo continental favoreció el desarrollo de ciertas prácticas distintivas, conocidas posteriormente como cristianismo celta, y su organización en torno a monasterios en lugar de diócesis. Mantenían igualmente diferencias con la Iglesia romana en temas como el cálculo de la Pascua o la tonsura, diferente a la del continente. De la continuidad del cristianismo en el oriente de Gran Bretaña son prueba la supervivencia del culto a San Alban y la aparición de la palabra eccles —derivada de la palabra latina para "iglesia"— en la toponimia. No hay evidencia alguna de que estos cristianos nativos intentaran convertir a los anglosajones.
Las invasiones anglosajonas coincidieron en el tiempo con la desaparición de la mayoría de los vestigios romanos en las tierras del sur, incluyendo las estructuras económicas y religiosas. Si esto fue resultado de las invasiones, según defendía Gildas, o una mera casualidad es una cuestión poco clara. La evidencia arqueológica sugiere que el modo en que las tribus germánicas se asentaron en Gran Bretaña varió mucho de un lugar a otro. Sin embargo, el efecto neto de las invasiones fue que, cuando Agustín de Canterbury llegó a la isla en 597, los reinos anglosajones habían roto con la cultura romana que les había precedido. En palabras del historiador John Blair: "Agustín de Canterbury inició su misión prácticamente de cero".

## Gregorio el Grande y sus motivaciones

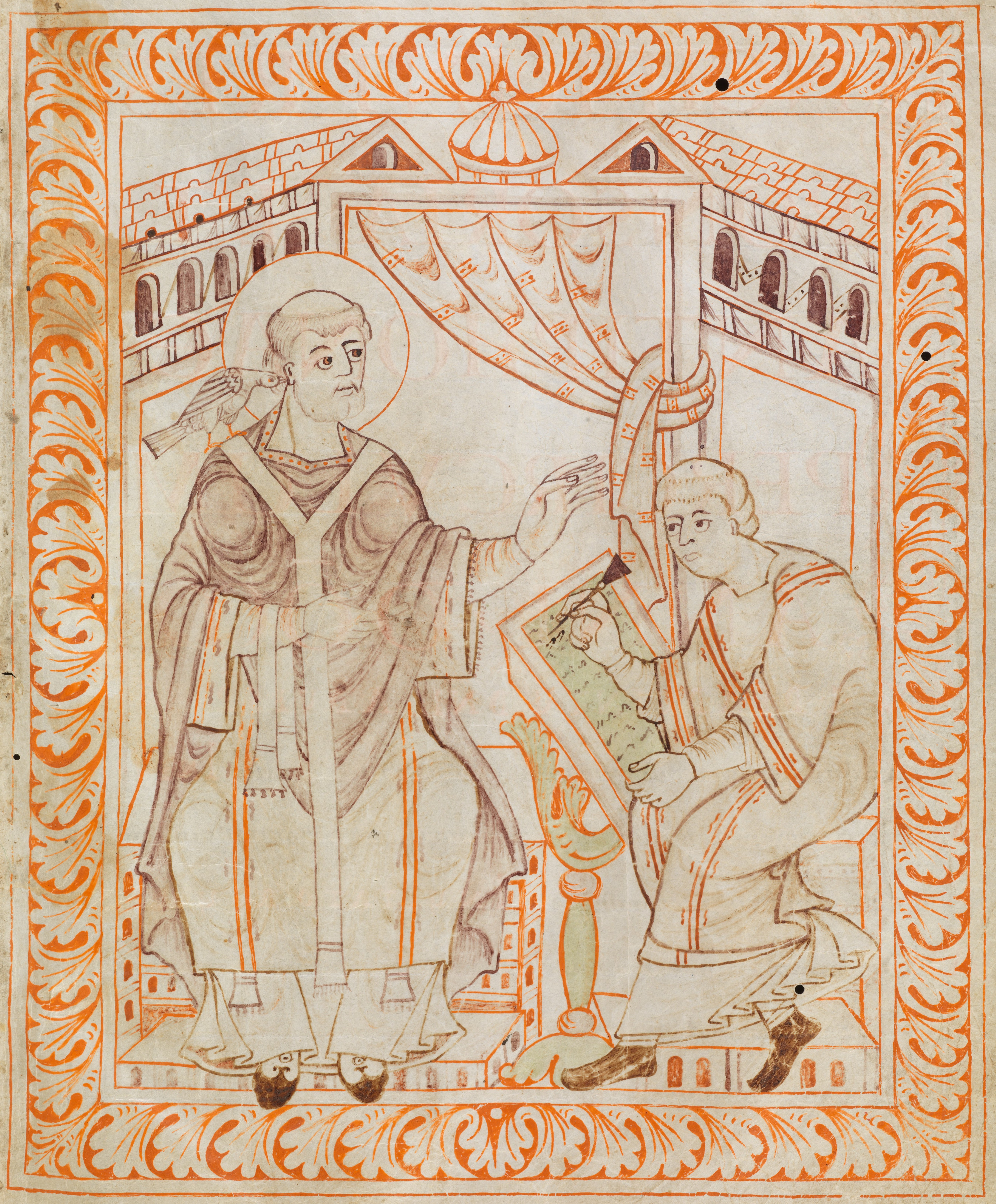
Gregorio dictando en un manuscrito del siglo X

### Contexto
En 595, cuando el papa Gregorio I decidió enviar una misión a Gran Bretaña con el propósito de convertir a los anglosajones, el reino de Kent estaba gobernado por Ethelberto, casado desde antes de 588 con Bertha, una princesa cristiana de origen franco. Bertha era hija de Cariberto I, uno de los reyes merovingios. Como parte de los acuerdos matrimoniales, ella se llevó consigo a un obispo de nombre Liudhard como capellán a su destino en Kent. Allí restauraron una iglesia romana en Canterbury, posiblemente la actual iglesia de San Martín. Por aquella época, Ethelberto aún era pagano, pero permitió a su esposa conservar la fe cristiana. Liudhard no parece haber desarrollado una actividad misionera intensa, consiguiendo pocas conversiones entre los anglosajones, y si no fuera por el descubrimiento de una moneda de oro con el testo Leudardus Eps ("Leudardo Obispo"), su existencia hubiera sido puesta posiblemente en duda. Uno de los biógrafos de Bertha afirma que, influido por su esposa, Ethelberto solicitó al papa Gregorio el envío de misioneros a sus territorios. El historiador Ian Woods considera que la iniciativa partió tanto de la corte de Kent como de la propia reina.

### Motivaciones
La mayoría de los historiadores consideran que fue Gregorio el que ordenó la misión, aunque los motivos exactos permanecen inciertos. Una famosa historia registrada por Beda cuenta que el papa Gregorio vio esclavos sajones en el mercado romano y recibió la inspiración de convertir a ese pueblo. Según la historia, Gregorio se interesó por la identidad de los esclavos, que resultaron ser anglos procedentes de Gran Bregaña. Gregorio replicó que no eran anglos, sino ángeles (non angli sed angeli). La versión más antigua de esta historia aparece en una Vida de Gregorio escrita en la Abadía de Whitby en torno al año 705. Esta anécdota inspiró la letra de los dos primeros versos del himno litúrgico a san Gregorio: «Anglorum iam apostolus, nunc angelorum socius» (antes apóstol de los ingleses, ahora compañero de los ángeles)..
Beda, al igual que la Vida de Whitby, hace constar que el propio Gregorio había intentado realizar un viaje misionero a Gran Bretaña antes de convertirse en papa. En 595, Gregorio escribió a uno de los principales nuncios en el sur de la Galia solicitando comprar jóvenes esclavos ingleses para educarlos en monasterios. Algunos historiadores han visto en este hecho la señal de que Gregorio ya tenía en mente el envío de una misión a Gran Bretaña, para la que utilizaría a los esclavos conversos, aunque la carta ha sido interpretada de muchas otras maneras.
El historiador N. J. Higham ha especulado con la posibilidad de que Gregorio tuviera la intención inicial de enviar a los esclavos como misioneros, hasta que en 596 fue informado de la muerte de Liudhard, lo que dejaba el camino abierto a un mayor despliegue pastoral. Higham afirma que fue la ausencia de obispos en Gran Bretaña lo que permitió a Gregorio enviar a Agustín de Canterbury con la autorización para ser consagrado obispo.
Según Higham, Gregorio creía que el fin del mundo era inminente, y que Dios le tenía reservado un gran papel en el Apocalipsis. Su creencia se hallaba firmemente enraizada en la idea de que se estaba viviendo la última de las Seis Edades del Mundo. El objetivo del pontífice no era únicamente convertir a los británicos, sino también impulsar la cooperación de reyes y obispos para trabajar conjuntamente por la conversión de los paganos que habitaban en territorios ya cristianizados. Igualmente proponía la erradicación del arrianismo en Italia y en el resto del mundo cristiano, al igual que la conversión de los judíos. Del mismo modo, los paganos de Sicilia, Córcega y Cerdeña fueron mencionados en cartas papales en las que se urgía a su conversión.
Algunos estudiosos han sugerido que el principal móvil de Gregorio era el de incrementar el número de cristianos; otros se preguntan si intereses políticos como la extensión de la primacía territorial del papado y el refuerzo del poder de Roma no estarían también presentes en esta misión. Tales consideraciones pueden haber tenido su relevancia, como demuestra el hecho de que se eligiera el emergente poder del Reino de Kent y de Ethelberto como punto de partida. Igualmente, la misión puede considerarse también como una continuación del esfuerzo misionero por cristianizar a los lombardos. En la época de la misión, Gran Bretaña era la única zona del antiguo Imperio romano que aún se hallaba gobernada por pueblos paganos, y el historiador Eric John afirma que Gregorio deseaba que el último paraje pagano del viejo imperio volviera a control cristiano.

### Consideraciones prácticas
La elección del Reino de Kent y Etelberto estuvo determinada por la preexistencia de ciertas condiciones, como el hecho de que el rey permitiera a su esposa cristiana rendir culto libremente. Existía un comercio fluido entre el reino de Ethelberto y los reinos francos, y las barreras idiomáticas entre ambos territorios eran, aparentemente, un obstáculo menor, ya que los traductores de los misioneros eran de origen franco. Otra razón para enviar la misión a Kent era el creciente poder de este reino en la Gran Bretaña anglosajona. Tras el declive de Ceawlin de Wessex en 592, Ethelberto se había convertido en el poder hegemónico al sur del río Humber. Finalmente, la cercanía de Kent a los francos permitía obtener apoyo de un territorio cristiano. Existen pruebas, entre las que se incluyen las cartas de Gregorio a los reyes francos apoyando la misión, de que algunos de estos monarcas tenían intención de reclamar soberanía sobre los reinos del sur de Gran Bretaña. La presencia de un obispo franco podría considerarse relacionada con estas reivindicaciones, en caso de que se considere a Liudhard como representante de la Iglesia franca y no como un mero consejero espiritual de la reina. Los restos arqueológicos apoyan la teoría de la influencia cultural de Francia sobre la Inglaterra de la época.

### Preparativos
En 595 Gregorio eligió a Agustín, prior de la Abadía de San Antonio de Roma, para encabezar la misión que se dirigiría a Kent. Gregorio seleccionó a varios monjes para acompañar a Agustín y trató de lograr el apoyo de los monarcas francos, escribiendo cartas a los obispos francos en favor de Agustín y explicando los objetivos de la misión. El papa escribió a Teoderico III de Neustria y a Teodeberto II de Austrasia, al igual que a la abuela de ambos, Brunilda de Austrasia, para buscar respaldo para su misión. Además de hospitalidad, los obispos y reyes francos facilitaron intérpretes y proporcionaron sacerdotes que aumentaran la misión. Con estas gestiones, Gregorio se aseguraba una recepción acogedora en Kent, ya que era improbable que Ethelberto despreciara una misión respaldada por los parientes de su esposa. En aquel momento, los francos estaban tratando de aumentar su influencia sobre el Reino de Kent, y la misión agustina podía ayudarles en ese objetivo. Clotario II de Neustria, en particular, necesitaba asegurar sus posiciones al otro lado del canal para poder centrarse en proteger los flancos de su reino contra sus otros vecinos francos.

## Llegada y primeras acciones

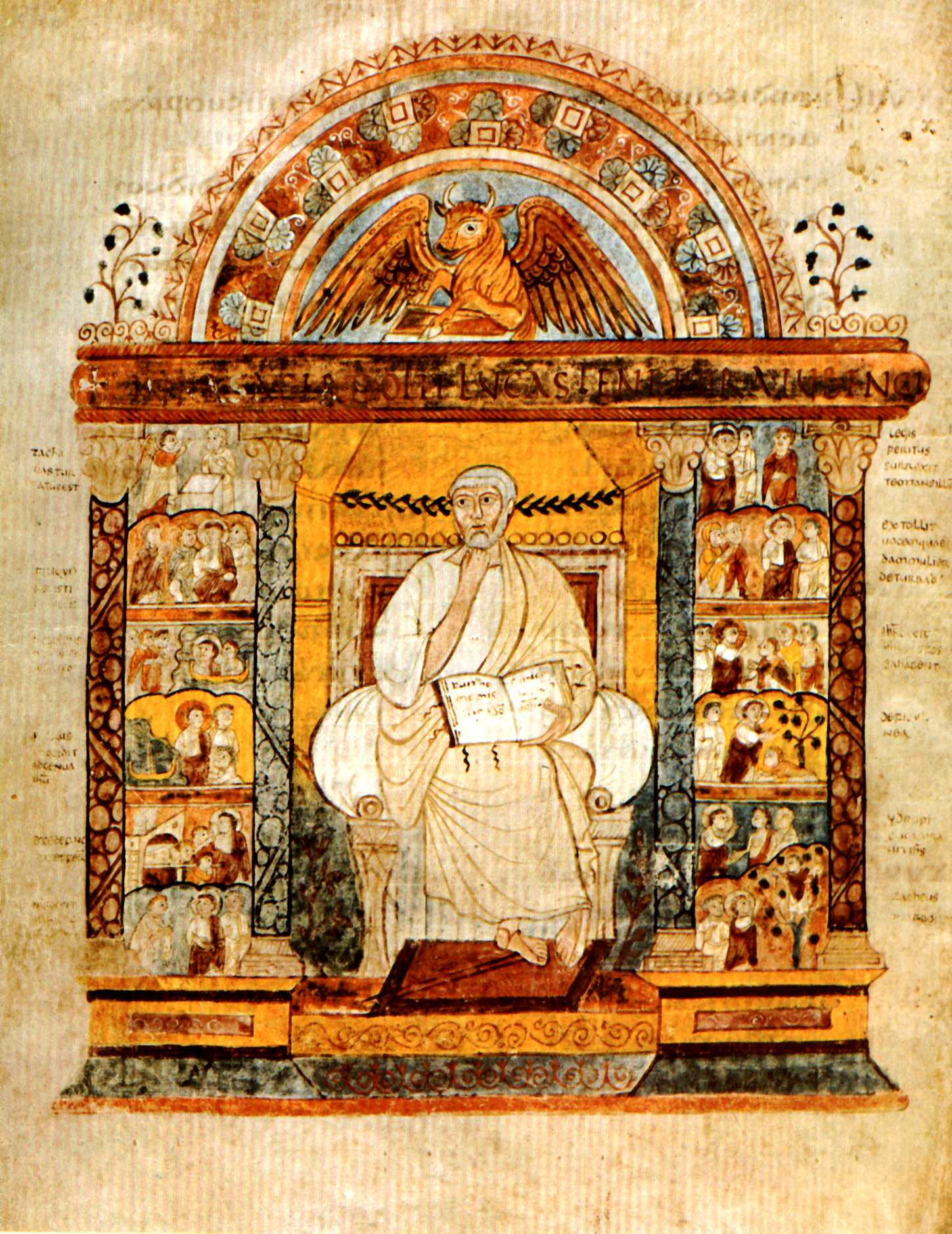
El evangelista Lucas en los Evangelios Agustinos, posiblemente uno de los libros enviados por el Papa Gregorio a San Agustín en 601

### Composición de la misión y llegada a Kent
La misión estaba compuesta de unos cuarenta misioneros, algunos de los cuales eran monjes. Poco después de partir de Roma la comitiva detuvo su marcha en el valle del Ródano, y Agustín fue enviado de vuelta a Roma, en busca de autorización papal para regresar. Sin embargo, Gregorio devolvió a Agustín con cartas de ánimo para los clérigos. Otra razón para detenerse fueron las noticias de la muerte de Childeberto II, que había prometido su apoyo a los misioneros; Agustín bien pudo regresar a Roma para confirmar órdenes y recoger nuevas cartas de presentación, y poner a Gregorio I al corriente de la situación política en la Galia. Por su parte, Gregorio nombró a Agustín abad de la misión. En cualquier caso, Agustín retornó a la misión, portando nuevas instrucciones e incluso la orden del papa de consagrarse obispo en el continente si las condiciones de Kent eran las apropiadas.
En el año 597, los misioneros llegaron a Kent, con un relativo éxito inicial: Ethelberto consintió que los misioneros se asentaran y predicaran en Canterbury, donde utilizaron la iglesia de San Martín para el culto, convirtiéndose en la primera sede episcopal. Ni Beda ni Gregorio mencionan la fecha de la conversión de Ethelberto, que probablemente tuvo lugar en torno a 597. La cronología de Beda data la muerte de Ethelberto en febrero de 616, y dice que tuvo lugar 21 años después de su conversión, lo que situaría este hecho en 595. Esto significaría que la conversión del rey habría tenido lugar antes de la llegada de la misión, lo que contradice la afirmación del propio Beda de que fue la misión gregoriana la causa de la conversión real. Ya que la carta de Gregorio de 601 remarca la incapacidad de la reina para lograr la conversión, parece probable que el testimonio de Beda contenga algún error.

### Proceso de conversión
En la Alta Edad Media, las conversiones a gran escala venían precedidas por la conversión de los gobernantes, y al cabo de un año de la llegada de la misión a Kent, se produjeron conversiones populares masivas. En torno a 601, Gregorio se dirigía a Ethelberto y a Berta, llamando hijo al rey y refiriéndose a su bautismo. Una tradición medieval posterior, recordada por el cronista Thomas Elmham en el siglo XV, sitúa la conversión del rey en Pentecostés del año 597; no hay razones para dudar de esta fecha, aunque no se tengan más pruebas. Una carta dirigida por Gregorio al Patriarca Eulogio de Alejandría en junio de 598 menciona el número de conversos logrado, pero no hace referencia a ningún bautismo real el año previo, aunque está claro que en 601 esta conversión ya se había producido. La ceremonia tuvo lugar posiblemente en Canterbury, pero Beda no lo menciona en sus textos.
La razón por la que Ethelberto se convirtió al cristianismo es incierta. Beda sugiere que el rey se convirtió estrictamente por motivos religiosos, pero la mayor parte de los historiadores modernos apuntan a otros motivos. Es cierto que el bautismo de Ethelberto le permitiría acercar posiciones a los monarcas merovingios, habida cuenta de las estrechas relaciones entre Kent y la Galia. Otra consideración puede haber sido que la conversión solía preceder a la introducción de nuevos sistemas políticos, importados directamente de la iglesia o de otros reinos cristianos.
La evidencia que ofrece Beda sugiere que, aunque Ethelberto apoyó la introducción del cristianismo, no logró que sus súbditos se convirtieran a la nueva religión. El historiador R. A. Markus considera que esto fue debido a la fuerte presencia pagana, lo que obligaba al rey a recurrir a métodos indirectos para lograr las conversiones. Para Markus, esto quedaría demostrado en los textos de Beda, en los que se describen los esfuerzos del rey por introducir el cristianismo.

### Instrucciones y misioneros desde Roma
Después de estas conversiones, Agustín envió a Lorenzo de vuelta a Roma con un informe de los éxitos alcanzados y consultas sobre la misión. Beda recoge la carta y la respuesta de Gregorio en el capítulo 27 de su Historia ecclesiastica gentis Anglorum, en lo que se conoce como el Libellus responsionum. Agustín solicitó consejo al papa en ciertos temas, como el de la organización de la iglesia, los castigos a aplicar a los ladrones, consentimientos matrimoniales y consagración de obispos. Otros asuntos fueron la relación entre las iglesias de Bretaña y Galia, los partos y el bautismo, y la comunión y las ordenaciones sacerdotales. El historiador Rob Meens discute que las preocupaciones sobre la pureza ritual presentes en el Libellus podrían indicar que Agustín hubiera observado prácticas rituales entre la población nativa relacionadas con las del Antiguo Testamento.
Aparte del viaje de Lorenzo, se conoce muy poco de las actividades misioneras antes del año 601. Gregorio habla de conversiones masivas, y hay también una mención de Agustín obrando milagros que aumentarían las conversiones, pero se cuenta con pocas pruebas de hechos concretos.
Según Beda, Roma envió nuevos misioneros en 601. Llevaban un palio para Agustín, vestimentas eclesiásticas, reliquias y libros. El palio era un símbolo de estatus de obispo metropolitano, lo que significaba que Agustín contaba con el beneplácito de la Santa Sede. Junto con el palio, una carta de Gregorio urgía al nuevo arzobispo la ordenación de doce obispos auxiliares lo antes posible, y el envío de un obispo a York. El plan de Gregorio era crear dos sedes metropolitanas, una en York y otra en Londres, cada una con doce obispos auxiliares. Agustín recibió también el encargo de trasladar la sede episcopal de Canterbury a Londres, aunque esto no llegó a realizarse, quizás debido a que Londres no pertenecía a los dominios de Ethelberto. Londres continuó siendo un reducto de paganismo, como se vio tras la muerte de Ethelberto. Por aquella época, Londres pertenecía al reino de Essex, gobernado por Saeberto de Essex, sobrino de Ethelberto, que se convirtió al cristianismo en el año 604. El historiador S. Bretcher ha sugerido que la sede metropolitana fue realmente trasladada a Londres, y que fue solamente tras el abandono de la ciudad como sede episcopal, tras la muerte de Ethelberto, cuando Canterbury se convirtió en sede arzobispal, contradiciendo la versión de los hechos proporcionada por Beda. La elección de Londres como cabecera del arzobispado meridional fue debida probablemente a su conocimiento del funcionamiento de la administración de Gran Bretaña durante la época de los romanos, cuando Londres era la ciudad más importante de la provincia.
Junto con la carta dirigida a Agustín, los misioneros entregaron a Ethelberto otra carta de Gregorio en la que se urgía al rey a actuar como Constantino I, forzando la conversión de sus seguidores al cristianismo y destruyendo cualquier centro de adoración pagano. No obstante, Gregorio se dirigió también a Melito, la Epistola ad Mellitium, en julio de 601, en la que el papa proponía "limpiar" de ídolos paganos estos lugares y reutilizarlos para el culto cristiano, antes que su destrucción; el papa comparaba a los anglosajones con los antiguos israelitas, un tema recurrente en los escritos de Gregorio. Igualmente, sugería que los anglosajones construyeran pequeñas chozas, similares a las construidas durante el festival judío de Sukkot, para que fueran utilizadas durante las celebraciones otoñales de la matanza, y transformar progresivamente las fiestas paganes anglosajonas en cristianas.
El historiador R. A. Markus sugiere que la razón de este confuso consejo radica en que la carta dirigida a Ethelberto fue escrita en primer lugar y despachada con los misioneros que volvían a Kent. Posteriormente, el papa recapacitaría acerca de las circunstancias de la misión, escribiendo entonces la Epistolae ad Mellitum, por aquel entonces de camino a Canterbury, con las nuevas instrucciones. Markus ve estos hechos como un punto de inflexión en la historia de las misiones, en el que la conversión forzosa habría dado paso a la persuasión. La visión tradicional de que la Epistola representaba una contradicción con respecto a la carta a Ethelberto ha sido también objeto del estudio de Geroge Demacopoulos, que sostiene que la carta dirigida al rey de Kent buscaba principalmente motivar al monarca para afrontar los retos espirituales, mientras que la Epistola fue escrita con la intención de proporcionar instrucciones prácticas; de esta forma, no habría conflicto entre ambas. Flora Spiegel, experta en literatura anglosajona, sugiere que la continua comparación de los anglosajones con los israelitas formaba parte de una estrategia de conversión progresiva, incluyendo una fase proto-judía explícita entre el paganismo y el cristianismo. Spiegel ve esto como una proyección de la visión de Gregorio del judaísmo como un punto a medio camino entre el paganismo y el cristianismo. Así, el papa consideraba que los anglosajones deberían alcanzar primero una situación equivalente al judaísmo, tras lo cual estarían preparados para abrazar plenamente el cristianismo.

### Construcción de iglesias
Beda cuenta que, tras la llegada de la misión a Kent y la conversión del rey, los monjes fueron autorizados a reconstruir las antiguas iglesias romanas para el culto. Una de ellas sería la Christ Church de Canterbury, que se convertiría en la catedral de Agustín. Hay pocas evidencias arqueológicas de estas reconstrucciones, pero la iglesia de San Pancracio en Canterbury tiene una construcción romana en su centro, aunque no está claro el que esta edificación fuera una iglesia en sus orígenes. Otro posible emplazamiento romano está en Lullingstone, Kent, donde un centro religioso datado en torno al año 300 fue fundado sobre una iglesia abandonada.
Poco después de su llegada, Agustín fundó el monasterio de los santos Pedro y Pablo, que acabaría convirtiéndose en la Abadía de San Agustín, en terrenos cedidos por la corona. Esta fundación ha sido frecuentemente reivindicada como la primera abadía benedictina fuera de Italia, con lo que, al fundarla, Agustín habría introducido la regla benedictina en Inglaterra; sin embargo, no se tienen pruebas de que los monjes de la abadía siguieran la regla de San Benito en la época de la fundación.

## Esfuerzos en el sur

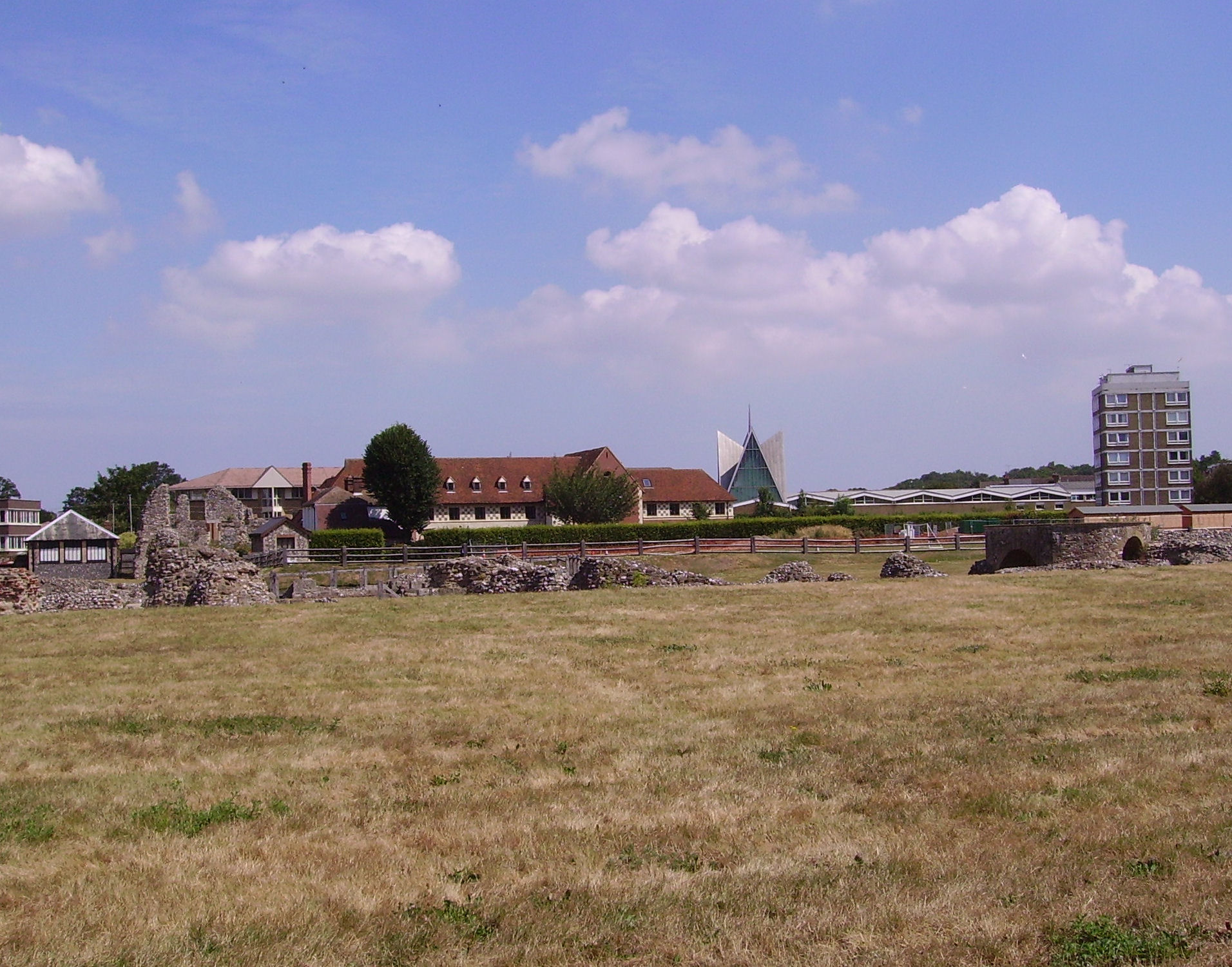
Ruinas de la Abadía de San Agustín en Canterbury.

### Relaciones con los cristianos británicos
Gregorio había ordenado que los obispos locales fueran dirigidos por Agustín, y consecuentemente Agustín convocó una reunión con los representantes del clero local en algún momento entre 602 y 604. El encuentro se celebró junto a un árbol posteriormente bautizado como "Roble de Agustín", que en la época de Beda se encontraba en el territorio de Kent, posiblemente cerca del límite actual entre Somerset y Gloucestershire. Aparentemente, Agustín anunció que la iglesia británica debería abandonar aquellas costumbres y usos en discrepancia con la práctica romana, incluyendo el cálculo de la Pascua. Igualmente, animó a los asistentes a colaborar en la conversión de los anglosajones.
Tras alguna discusión, los obispos locales decidieron consultar con sus fieles antes de acceder a las peticiones de Agustín, y abandonaron la reunión. Beda cuenta cómo un grupo de estos obispos consultaron con un viejo eremita, que les aconsejó que obedecieran a Agustín si, en su próximo encuentro, Agustín se levantaba para saludar a los nativos. Pero si no fuera así, no deberían someterse. Cuando Agustín no se levantó en la siguiente reunión, Beda escribe que los obispos se negaron a someterse a él. Beda cuenta entonces que Agustín profetizó que, ante la falta de interés en la evangelización de los anglosajones por parte de la iglesia británica, la iglesia local sufriría a manos de estos mismos anglosajones. Esta profecía se cumpliría en 604 cuando Etelfrido de Northumbria asesinó a 1200 monjes britanos durante la batalla de Chester. Beda usa la historia de las dos reuniones de Agustín como ejemplo del modo en que el clero local se negó a cooperar con la misión gregoriana. Posteriormente, San Adelmo, abad de Malmesbury, escribiría a finales del siglo VII que los clérigos nativos ni comieron con los misioneros ni celebraron culto con ellos.
Una probable razón de la negativa británica sería el enfrentamiento entre nativos y anglosajones. Los británicos no estaban dispuestos a predicar entre los invasores de su país, y los invasores veían a los nativos como ciudadanos de segunda y no estaban por la labor de escucharles. Del mismo modo, el hecho de que Agustín estuviera protegido por Ethelberto hacía que los obispos británicos identificaran la obediencia a Agustín con el sometimiento a la autoridad de Ethelberto, algo que no estaban dispuestos a aceptar.
La mayor parte de la información acerca de la misión gregoriana proviene del relato de Beda, y esta dependencia de una única fuente ofrece una visión inevitablemente incompleta de los hechos. En primer lugar, la información de Beda proviene del norte y el este de Gran Bretaña. Sin embargo, hay pocos datos acerca de la situación de las zonas occidentales, donde el clero nativo era más poderoso. Además, Beda ofrece una imagen uniforme de la iglesia británica, cuando en realidad constituía una entidad mucho más irregular.

### Diócesis sajonas y otros asuntos eclesiásticos

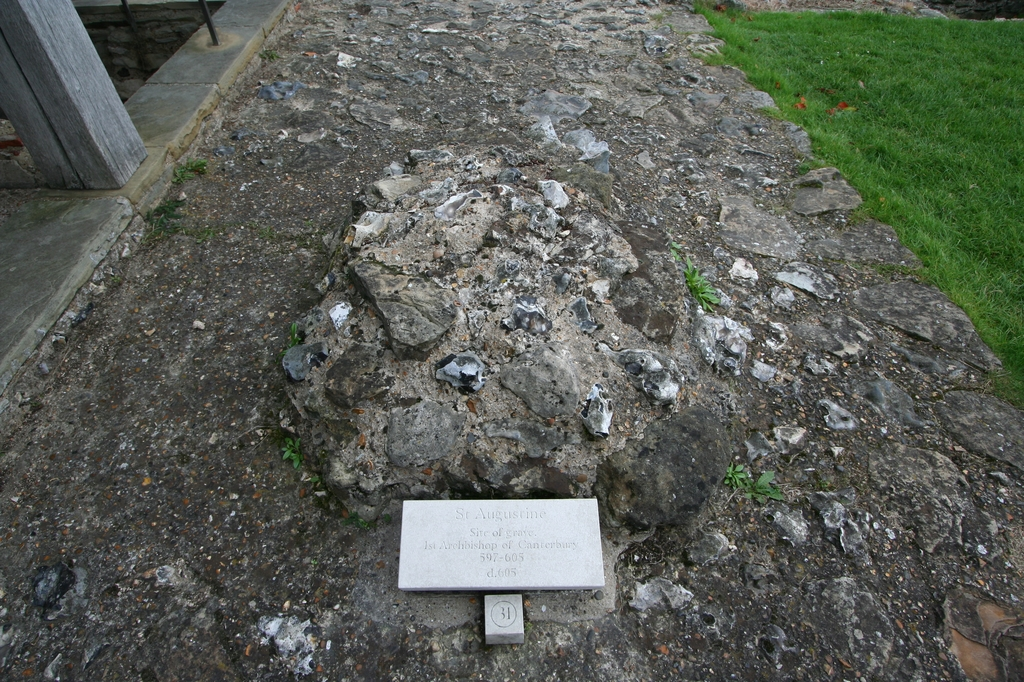
Tumba de Agustín en Canterbury

En 604 se creó una nueva diócesis, esta vez en Rochester, donde Justo de Canterbury fue consagrado obispo. El rey de Essex se convirtió al cristianismo ese mismo año, lo que permitió la creación de una nueva sede en Londres con Melito como obispo. Por otra parte, también se produjo la conversión de Raedwald de Anglia Oriental, aunque no se creó ninguna sede en su territorio. La conversión de Raedwald se había producido durante un viaje a Kent, pero a su regreso a la corte de Anglia Oriental mantuvo el culto pagano y el cristiano. Según Beda, esta conducta estaría motivada por el hecho de que la esposa del rey se había mantenido pagana, pero el historiador S. D. Church habla de las implicaciones políticas de esta conversión y sus posibles consecuencias. A la muerte de Agustín en 604, le sucedió como arzobispo Lorenzo de Canterbury, otro de los integrantes de la misión.
El historiador N. J. Higham sugiere que un sínodo pudo haber tenido lugar en Londres para discutir los asuntos eclesiásticos en torno a 603. Este sínodo es mencionado por Bonifacio, un misionero nativo que viajaría al continente para evangelizar a los sajones de la actual Alemania. Según Bonifacio, en este sínodo se habrían debatido cuestiones como el matrimonio. Agustín ya había solicitado anteriormente instrucciones al papa Gregorio sobre mismo asunto, por lo que no sería de extrañar que la discusión se hubiera producido. El académico Nicholas Brooks no está tan seguro de la existencia de este sínodo, aunque no descarta totalmente su celebración, y sugiere que Bonifacio pudo estar influenciado por el trabajo de Beda.
El ascenso de Etelfrido de Bernicia en el norte de Gran Bretaña limitó la expansión de Kent al norte y, por tanto, del cristianismo. Etelfrido conquistó Deira en torno a 604, incorporándola a su territorio de Bernicia. No obstante, los reyes francos estaban cada vez más inmersos en sus luchas por el poder, lo que permitió a Ethelberto proseguir libremente con su promoción del cristianismo. La iglesia de Kent envió a Justo, entonces obispo de Rochester, y a Pedro, abad de la Abadía de San Pedro y San Pablo en Canterbury, al Quinto Sínodo de París de 614, posiblemente respaldados por el rey. Ethelberto promulgó también un Código Legal inspirado en parte por los misioneros.

### Reacción pagana
Tras la muerte de Ethelberto se produjo una importante reacción pagana; Melito fue expulsado de Londres para nunca regresar, y Justo fue expulsado de Rochester, aunque conseguiría recuperar su sede tras una estancia temporal en la Galia. Beda cuenta la historia de que Lorenzo estaba preparando su viaje a Francia para unirse con Melito y Justo cuando San Pedro se le apareció en sueños y le azotó por abandonar su misión. Cuando despertó, las marcas del látigo habían quedado milagrosamente impresas en su cuerpo. Lorenzo mostró esas marcas al nuevo rey de Kent, que inmediatamente se convirtió e hizo llamar a los obispos exiliados.
N. J. Hingham considera que hubo factores políticos que influyeron en la expulsión de Melito, ya que este fue desterrado por los hijos de Saeberth. Beda dijo que estos nunca habían sido convertidos, y tras la muerte de Ethelberto trataron de forzar a Melito a que les diese la comunión sin convertirse, al considerar la Eucaristía como algo mágico. Aunque Beda no da detalles acerca de las circunstancias políticas de la expulsión, es posible que fuera el método usado por los hijos de Saeberth para declarar su independencia de Kent y rechazar el dominio ejercido por Ethelberto sobre los Sajones Orientales. No hay pruebas de que los cristianos que vivían entre los Sajones recibieran maltrato o fueran perseguidos tras la partida de Melito.
Ethelberto fue sucedido por su hijo Eadbaldo. Según Beda, a la muerte de Ethelberto Eadbaldo se negó a ser bautizado y se casó con su madrastra, un acto prohibido por la Iglesia romana. Aunque el relato de Beda señala el milagroso sueño de Lorenzo como desencadenante del bautizo de Eadbaldo, omite completamente las complicaciones políticas y diplomáticas que se le presentaban al nuevo rey. Además también se encuentran ciertas inconsistencias cronológicas en el relato de Beda, como cartas papales que contradicen esta historia. Los historiadores disienten en cuanto a la fecha exacta de la conversión de Eadbaldo. D. P. Kirby argumenta que las cartas papales indican que el nuevo rey fue convertido durante la época en que Justo era arzobispo de Canterbury, después de la muerte de Lorenzo y mucho tiempo tras la muerte de Ethelberto. Por su parte, Henry Mayr-Harting da por buena la cronología de Beda y considera que Eadbaldo habría sido bautizado poco después de la muerte de su padre. Higham defiende, como lo hace Kirby, que el bautizo de Eadbaldo no se produjo de manera inmediata, aunque el nuevo rey promovió el cristianismo durante todo ese tiempo.

## Expansión del cristianismo en Northumbria
El matrimonio de Edwin de Northumbria con Ethelburg, una de las hijas de Ethelberto de Kent, echó los cimientos para el establecimiento del cristianismo en el norte de Gran Bretaña. El rey de Northumbria permitió a su esposa seguir profesando su religión, e incluso accedió a que fuera acompañada por Paulino de York como obispo y a que este predicara en la corte. En torno a 627, Paulino había conseguido convertir a Edwin, que fue bautizado en Pascua de ese mismo año, siendo seguido por muchos otros miembros de la corte. La fecha exacta del viaje de Paulino es desconocida; algunos historiadores dan por válida la fecha tradicional de 625, mientras que otros piensan que pudo haber sido anterior y cercana a 619. Higham argumenta que la alianza matrimonial de Kent y Northumbria sería consecuencia de los planes de Eadbaldo, hermano de la novia, para capitalizar la muerte de Raedwald en 624, en un intento de recuperar la posición lograda por Ethelberto años antes. Según este mismo historiador, la muerte de Raedwaldo habría supuesto, además, la desaparición de uno de los factores políticos que impedían la conversión de Eadbaldo, y Higham sitúa el bautismo del rey de Kent en la época en que su hermana fue enviada a Northumbria. Aunque el relato de Beda concede toda la iniciativa a Edwin, es probable que el propio Eadbaldo hubiera buscado también la alianza con Northumbria. La posición de Edwin en el norte resultó reforzada tras la muerte de Raedwald, y Edwin parece haber disfrutado de cierta autoridad sobre los reinos vecinos hasta su muerte.
Paulino desplegó su actividad misionera no solo en Deira, donde radicaba la fuerza de Edwin, sino también en Bernicia y Lindsey. Edwin quería crear una nueva sede episcopal en York, siguiendo el plan trazado por el papa Gregorio para establecer dos archidiócesis en Gran Bretaña. Tanto Edwin como Eadbaldo enviaron una delegación a Roma solicitando el envío de un palio para Paulino en julio de 634. Por aquella época, muchos de los anglos orientales, cuyo rey Eorpwaldo ya era cristiano, fueron convertidos por los misioneros. A la muerte de Edwin, en 633 o 634, Paulino regresó a Kent con la viuda y la hija de Edwin. Solo uno de los miembros del grupo de Paulino, Jacobo el Diácono, permaneció en Northumbria. Tras la marcha de Justo, el nuevo rey, Oswaldo, invitó a sus tierras a misioneros procedentes del monasterio irlandés de Iona, que conseguirían establecer finalmente el cristianismo en el reino.
En la época en que falleció Edwin, Sigeberto, miembro de la familia real de los anglos orientales, regresó a Gran Bretaña tras su exilio en Francia, donde se había convertido al cristianismo. Solicitó a Honorio, arzobispo de Canterbury y miembro de la misión gregoriana, el envío de un obispo; el elegido fue Félix de Burgundia, que sería el evangelizador de los Anglos Orientales.

## Otros aspectos
Los misioneros gregorianos centraron sus esfuerzos en las áreas donde la influencia romana había sido fuerte. Es posible que Gregorio, al enviar a sus misioneros, estuviera intentando restaurar una forma de civilización romana en Inglaterra, tratando de moldear la organización eclesiástica según los patrones establecidos en la Francia de la época. Otro aspecto a destacar fue el escaso peso concedido al monasticismo. Se fundó un monasterio en Canterbury, la posterior Abadía de San Agustín, pero aunque varios de los integrantes de la misión habían sido monjes, no parece que vivieran como tales en Canterbury. En cambio, su vida era más parecida a la del clero secular y giraba en torno a una iglesia catedral; parece probable que las sedes establecidas en Rochester y Londres estuvieran organizadas de un modo similar. Las iglesias de la Galia y de Italia se habían adaptado a una estructura territorial ordenada en torno a las ciudades y los territorios por ellas controlados. Los servicios pastorales estaban centralizados, y las iglesias se construían en las principales poblaciones y centros de poder. La sede episcopal se situaba en la ciudad y todas las iglesias dependían directamente de la diócesis, gobernada por el clero del obispo.
Muchos historiadores modernos han señalado cómo los misioneros gregorianos aparecen descritos en el relato de Beda como personas serias y aburridas, en contraste con los misioneros irlandeses de Northumbria; esto estaría relacionado con la forma en que Beda reunía su información. El historiador Henry Mayr-Harting argumenta que, además, muchos de los integrantes de la misión estaban preocupados con la virtud romana de la gravitas, o dignidad personal, que implicaría el no traslucir emociones, lo que habría limitado las historias vinculadas a su labor.
Una de las razones para el éxito de la misión fue que funcionó por el ejemplo. Igualmente importante fue la flexibilidad mostrada por Gregorio a la hora de dejar que los misioneros adaptaran la liturgia y las costumbres a las situaciones particulares. Otro factor que jugó a favor de la misión fue la disposición de Ethelberto de Kent para ser bautizado por un no-Franco; Ethelberto era sin duda consciente de que, de haber sido bautizado por Liudhardo, esto hubiera permitido a los francos reclamar derechos sobre Kent. En cambio, ser convertido por un agente enviado por el romano pontífice no sólo era más seguro, sino que conllevaba el prestigio añadido de haber recibido el bautismo de la fuente original de la Iglesia romana. Teniendo en cuenta que la Iglesia romana estaba considerada como parte del Imperio romano de Constantinopla, hubiera otorgado a Ethelberto el reconocimiento del emperador bizantino. Otros historiadores han atribuido el éxito de la misión a los cuantiosos recursos invertidos en la empresa; Gregorio envió cuarenta misioneros en un primer momento, a los que se sumarían nuevos religiosos con posterioridad.

## Legado

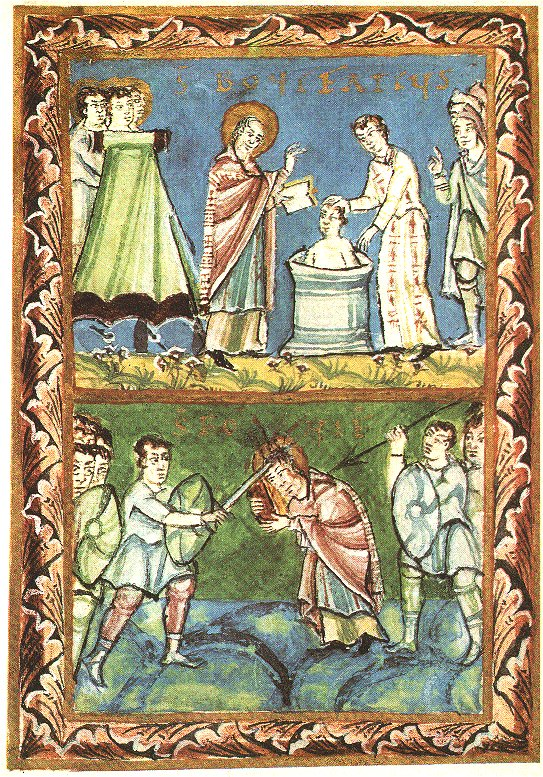
San Bonifacio bautizando a un converso (arriba) y su posterior martirio (abajo), en un manuscrito del

### Prácticas paganas
Los misioneros se vieron obligados a proceder lentamente, y no consiguieron erradicar muchas de las prácticas paganas locales, ni destruir sus lugares sagrados, a diferencia de lo sucedido en la Galia con San Martín de Tours. Hubo pocos enfrentamientos y derramamientos de sangre durante la misión, y el paganismo siguió practicándose en Kent hasta los años 630, declarándose ilegal en torno a 640. Aunque Honorio I había enviado a Felix a evangelizar a los anglos orientales, parece ser que el mayor interés en la conversión vino por parte del propio monarca anglo.
Con los misioneros gregorianos llegó a las islas una nueva forma de práctica cristiana, junto con las tendencias galas e irlandesas ya existentes. Aunque se sugiere habitualmente que los misioneros gregorianos introdujeron en el país la Regla de San Benito, no se han encontrado pruebas que apoyen esta teoría. Los primeros arzobispos de Canterbury reclamaron su primacía sobre todos los obispos de las islas británicas, pero esta superioridad no fue reconocida. Los misioneros gregorianos no parecen haber estado implicados en la conversión de los sajones occidentales, que fueron cristianizados por un enviado personal del papa Honorio I; su influencia también fue efímera en Northumbria ya que a la muerte de Edwin la conversión de los northumbrios corrió a cargo de misioneros procedentes de Iona.

### Aspectos papales
Un importante producto secundario de la misión fue el estrecho vínculo creado entre las iglesias romana y anglosajona. Aunque Gregorio había pretendido que la sede arzobispal meridional estuviera situada en Londres, esto nunca llegó a suceder. Una tradición posterior de 797, cuando Coenwulf de Mercia intentó trasladar a Londres la sede de Canterbury, cuenta que, a la muerte de Agustín, los "hombres sabios" de los anglosajones se reunieron y decidieron que la sede debería permanecer en Canterbury, ya que eso era lo que Agustín había predicado. La idea de que un arzobispo necesitara palio para ejercer su autoridad deriva de la misión gregoriana, que inauguró esta costumbre en Canterbury, desde donde se extendió al continente gracias a la labor desarrollada por misioneros anglosajones posteriores como Vilibrordo y Bonifacio. Las estrechas relaciones entre los anglosajones y Roma se vieron reforzadas a finales del siglo VII con el nombramiento de Teodoro de Tarso como arzobispo de Canterbury por el papado.
La misión formaba parte del esfuerzo iniciado por Gregorio para centrarse en el extremo occidental del antiguo Imperio romano, apartándose del Oriente. Tras su muerte, varios de sus sucesores como pontífices continuaron la senda iniciada por él, apoyando la conversión de los anglosajones. El trabajo de Agustín y sus compañeros, junto con el de los misioneros escoto-irlandeses, sería el modelo sobre el que trabajarían los misioneros anglosajones que serían los encargados de evangelizar Germania. R. A. Markus señala la misión gregoriana como el punto de inflexión en la estrategia evangelizadora del papado, que sustituiría la coacción por la persuasión a partir de entonces.

### Culto a los santos
Otro efecto de la misión fue la promoción del culto a Gregorio I, sobre todo en Northumbria; la primera Vita conocida de Gregorio fue escrita en la abadía de Whitby, en Northumbria. Gregorio no era popular en Roma, y no lo fue hasta que la Historia Ecclesiastica de Beda comenzó a circular. En el relato de Beda, Gregorio es mostrado como la figura principal de la misión, mientras que Agustín y los otros aparecen como personajes enteramente dependientes de su consejo y ayuda. Beda también otorga a los integrantes de la misión un papel crucial en la evangelización de Northumbria, sobre todo en su Chronica Maiora, sin mencionar en ningún momento la labor de los misioneros irlandeses. Al colocar a Gregorio como el centro de la misión, aunque ni siquiera participara directamente en ella, Beda contribuyó en la expansión del culto a Gregorio, que no sólo se convirtió en uno de los mayores santos de la Inglaterra anglosajona, sino que eclipsaría al propio Agustín. Un concilio eclesiástico de 747 ordenaba que Agustín fuera mencionado en la liturgia justo después de Gregorio.
Varios de los integrantes de la misión fueron considerados santos, incluyendo a Agustín, que se convirtió en otra figura de culto; y el monasterio que fundó en Canterbury fue dedicado finalmente a él. Honorio, Jacobo el Diácono, Justo, Lorenzo, Melito, Paulino y Pedro fueron también canonizados junto con Ethelberto, del que Beda escribió que había seguido protegiendo a su pueblo incluso después de muerto.

### Arte, arquitectura y música
Unos pocos objetos encontrados en Canterbury han sido relacionados tradicionalmente con la misión, incluyendo los Evangelios de San Agustín, del siglo VI y realizados en Italia. Dicho material se conserva en Cambridge como el Corpus Christi College MS 286. Hay también datos históricos acerca de una Biblia de San Gregorio, ilustrada e importada, pero ahora perdida, que existió en Canterbury en el siglo VII. Thomas de Elmham relacionaba a finales del siglo XV varios libros que permanecían en la Abadía de San Agustín en la época y que se consideraban regalos de Agustín. En particular, Elmham relacionaba un salterio asociado a Agustín que el anticuario John Leland pudo ver durante la disolución de los monasterios en la década de 1530, pero que desde entonces ha desaparecido. En Italia se conserva actualmente otro manuscrito relacionado con los Evangelios de Agustín y conocido como MS Oxford Bodleian Auctarium D.2.14; dicho volumen muestra evidencias de haber pasado por manos anglosajonas en la época de la misión. Finalmente, un fragmento de una obra de Gregorio el Grande, conservada en la Biblioteca Británica como parte del MS Cotton Titus C, pudo haber llegado con los misioneros.
Agustín construyó una iglesia en su monasterio de Canterbury. Esta iglesia fue destruida durante la invasión normanda para levantar una nueva iglesia monástica. La misión también estableció la catedral de Agustín en Canterbury, que se convertiría en el Priorato de Christ Church. Este edificio no ha llegado hasta el presente, y no está claro si la iglesia destruida en 1067 y descrita por Eadmer como la iglesia de Agustín fue realmente levantada por el santo. Otro cronista medieval Florence de Worcester afirmaba que el priorato fue destruido en 1011, y el propio Eadmer da datos contradictorios acerca de los sucesos de ese año, informando de la destrucción de la iglesia en algunos pasajes y afirmando que sólo había sido saqueada en otros. Igualmente, se fundó una catedral en Rochester, aunque fue destruida en 676 (pese a lo cual la diócesis continuó funcionando). Otras construcciones eclesiásticas fueron levantadas por los misionetos en Londres, York y Lincoln, aunque ninguna de ellas ha sobrevivido hasta el presente.
Los misioneros introdujeron también una forma de canto litúrgico similar al usado en Roma durante la misa. Durante los siglos VII y VIII, Canterbury era conocida por la excelencia de su canto, y enviaba maestros para instruir a otros centros religiosos. Uno de ellos, Jacobo el Diácono, enseñó canto en Northumbria tras el regreso de Paulino a Kent; Beda señalaba que Jacobo era un virtuoso en el canto.

### Códigos legales y documentos
La historiadora Ann Williams ha publicado que el conocimiento de los misioneros de la ley romana, codificada pocos años antes por Justiniano en el Corpus Iuris Civilis en 534, influyó en las leyes promulgadas por los reyes ingleses. Beda se refiere al código de Ethelberto como un "código de ley a la manera romana". Los misioneros también aportaron el conocimiento de las leyes del Antiguo Testamento. Williams considera la promulgación de códigos no sólo como regulación legal, sino como la afirmación del poder real, anunciando al mundo que los reyes no eran sólo señores de la guerra, sino también legisladores y gobernantes justos y pacíficos de sus reinos. Se ha sugerido también que los misioneros contribuyeron al desarrollo de la ciencia diplomática en Inglaterra, ya que los primeros documentos que se conservan no muestran únicamente influencias francas y celtas, sino también romanas. Williams considera posible que Agustín introdujera los diplomas en Kent.